# Szalonna
Szalonna é um município da Hungria, situado no condado de Borsod-Abaúj-Zemplén. Tem 20,08 km² de área e sua população em 2015 foi estimada em 1.163 habitantes.